# Torneo de Sídney 2009
El Torneo de Sídney es un evento de tenis que se disputa en Sídney, Australia,  se juega entre el 12 y 18 de enero de 2009.

## Campeones

### Individuales Masculino
David Nalbandian  vence a  Jarkko Nieminen, 6–3, 6–7(9), 6–2.

### Individuales Femenino
Elena Dementieva vence a  Dinara Safina, 6–3, 2–6, 6–1.

### Dobles Masculino
Bob Bryan /  Mike Bryan vencen a  Daniel Nestor /  Nenad Zimonjić, 6–1, 7–6(3).

### Dobles Femenino
Hsieh Su-Wei /  Peng Shuai vencen a  Nathalie Dechy /  Casey Dellacqua, 6–0, 6–1.